# St. Louis Rams 1999
La stagione 1999 dei St. Louis Rams è stata la 62ª della franchigia nella National Football League, la 5ª a St. Louis. La stagione regolare si chiuse con un record di 13–3 e il titolo della NFC West division.
Fu la prima apparizione ai playoff a St. Louis, la prima dal 1989 e il primo titolo di division dal 1985.
I Rams rimasero imbattuti in casa per la prima volta dal 1973. In trasferta ebbero un record di 5–3. Nei playoff batterono i Minnesota Vikings, con un punteggio di 49–37 nei NFC Divisional Playoffs, dopo di che superarono i Tampa Bay Buccaneers 11–6 nella finale di conference. Entrambe le partite furono disputate a St. Louis. I Rams conquistarono il loro primo Super Bowl battendo i Tennessee Titans per 23–16 nel Super Bowl XXXIV. La gara venne disputata il 30 gennaio 2000 al Georgia Dome di Atlanta. Fu il primo titolo della franchigia dal 1951, quando i Rams giocavano a Los Angeles. 
Questa fu la prima stagione dell'attacco dei Rams divenuto noto come “Greatest Show on Turf”. I Rams del 1999 rimangono una delle sole quattro squadre ad avere segnato 30 punti in 12 diverse gare in stagione. In difesa ritornarono 7 intercetti in touchdown, il terzo massimo della storia della NFL.
I Rams divennero la terza squadra professionistica di St. Louis a vincere un titolo, dopo i Cardinals della Major League Baseball e i St. Louis (ora Atlanta) Hawks del 1957-1958 della NBA.
Il quarterback Kurt Warner fu premiato come miglior giocatore sia della stagione regolare che del Super Bowl XXXIV.
Fu l'ultima stagione in cui la squadra utilizzò le uniformi gialle e blu usate dal 1973 che ricordavano il periodo passato a Los Angeles. Queste uniformi tornarono poi ad essere utilizzate dal 2018.

## Scelte nel Draft 1999
| Scelte dei Rams nel Draft 1999 |        |                 |               |                  |
| Giro                           | Scelta | Giocatore       | Ruolo         | College          |
| 1                              | 6      | Torry Holt      | Wide receiver | NC State         |
| 2                              | 41     | Dré Bly         | Cornerback    | North Carolina   |
| 3                              | 68     | Rich Coady      | Safety        | Texas A&M        |
| 4                              | 101    | Joe Germaine    | Quarterback   | Ohio State       |
| 5                              | 145    | Cameron Spikes  | Guard         | Texas A&M        |
| 6                              | 176    | Lionel Barnes   | Defensive end | Louisiana–Monroe |
| 7                              | 252    | Rodney Williams | Punter        | Georgia Tech     |

## Roster
| Roster dei St. Louis nel 1999 |
| --- |
| Quarterback - 9 Joe Germaine - 16 Paul Justin - 13 Kurt Warner Running Back - 28 Marshall Faulk - 42 James Hodgins FB - 25 Robert Holcombe FB - 31 Amp Lee - 36 Justin Watson Wide Receiver - 80 Isaac Bruce - 81 Az-Zahir Hakim PR - 88 Torry Holt - 82 Tony Horne KR - 87 Ricky Proehl - 83 Chris Thomas Tight End - 84 Ernie Conwell - 45 Jeff Robinson - 86 Roland Williams Offensive Linemen - 60 Mike Gruttadauria C - 64 Andy McCollum C - 73 Fred Miller RT - 61 Tom Nütten LG - 76 Orlando Pace LT - 71 Cameron Spikes G - 62 Adam Timmerman RG - 50 Ryan Tucker C - 77 Matt Willig T Defensive Linemen - 99 Ray Agnew DT - 92 Lionel Barnes DE - 93 Kevin Carter DE - 75 D'Marco Farr DT - 95 Nate Hobgood-Chittick DT - 96 Jay Williams DT - 98 Grant Wistrom DE - 90 Jeff Zgonina DT Linebacker - 56 Charlie Clemons MLB - 54 Todd Collins RLB - 59 London Fletcher MLB - 52 Mike Jones LLB - 57 Leonard Little LB - 58 Mike Morton OLB - 91 Troy Pelshak RLB - 51 Lorenzo Styles MLB Defensive Back - 20 Taje Allen - 32 Dré Bly DB - 23 Devin Bush SS - 24 Ron Carpenter S/KR - 38 Rich Coady FS - 22 Billy Jenkins SS - 41 Todd Lyght CB - 35 Keith Lyle FS - 21 Dexter McCleon CB Special Team - 2 Mike Horan P - 14 Jeff Wilkins K Lista delle riserve - 63 John Flannery OG (IR) - 10 Trent Green QB (IR) - 89 Chad Lewis TE (IR) - 11 Rick Tuten P (IR) Squadra di allenamento - 26 Clifton Crosby DB - 33 Derrick Harris RB |
| Legenda - I rookie sono in corsivo. - Il primo ruolo è il principale mentre gli eventuali successivi indicano i ruoli secondari. - (IR) sta per Injured Reserve ed indica la lista ristretta per un solo giocatore infortunato che può tornare ad allenarsi dopo la settimana 6 e a rientrare in prima squadra dopo che questa ha giocato 8 partite. - (NF-Inj.) / (NF-Ill.) stanno rispettivamente per Non-Football Injured e Non-Football Illness ed indicano le liste dove viene inserito un giocatore che ha un infortunio o una malattia non dipendente dal football americano. - (PUP) sta per Physically Unable to Perform ed indica la lista dove viene inserito un giocatore mentre è in attesa di recuperare la condizione fisica. Nella stagione regolare dopo la sesta partita giocata dalla propria squadra, il giocatore ha tempo tre settimane per riprendere ad allenarsi, più tre settimane aggiuntive dal suo rientro agli allenamenti per rientrare in prima squadra. |

## Calendario
| Pre-stagione      |                        |                    |                     |                    |
| Turno             | Avversario             | Risultato          | Stadio              | Record             |
| 1                 | Oakland Raiders        | S 17–18            | Trans World Dome    | 0–1                |
| 2                 | Settimana di pausa     | Settimana di pausa | Settimana di pausa  | Settimana di pausa |
| 3                 | Chicago Bears          | S 24–38            | Soldier Field       | 0–2                |
| 4                 | San Diego Chargers     | V 24–21            | Trans World Dome    | 1–2                |
| 5                 | Detroit Lions          | V 17–6             | Pontiac Silverdome  | 2–2                |
| Stagione regolare |                        |                    |                     |                    |
| Turno             | Avversario             | Risultato          | Stadio              | Record             |
| 1                 | Baltimore Ravens       | V 27–10            | Trans World Dome    | 1–0                |
| 2                 | Settimana di pausa     | Settimana di pausa | Settimana di pausa  | Settimana di pausa |
| 3                 | Atlanta Falcons        | V 35–7             | Trans World Dome    | 2–0                |
| 4                 | At Cincinnati Bengals  | V 38–10            | Cinergy Field       | 3–0                |
| 5                 | San Francisco 49ers    | V 42–20            | Trans World Dome    | 4–0                |
| 6                 | At Atlanta Falcons     | V 41–13            | Georgia Dome        | 5–0                |
| 7                 | Cleveland Browns       | V 34–3             | Trans World Dome    | 6–0                |
| 8                 | At Tennessee Titans    | S 21–24            | Adelphia Coliseum   | 6–1                |
| 9                 | At Detroit Lions       | S 27–31            | Pontiac Silverdome  | 6–2                |
| 10                | Carolina Panthers      | V 35–10            | Trans World Dome    | 7–2                |
| 11                | At San Francisco 49ers | V 23–7             | 3Com Park           | 8–2                |
| 12                | New Orleans Saints     | V 43–12            | Trans World Dome    | 9–2                |
| 13                | At Carolina Panthers   | V 34–21            | Ericsson Stadium    | 10–2               |
| 14                | At New Orleans Saints  | V 30–14            | Louisiana Superdome | 11–2               |
| 15                | New York Giants        | V 31–10            | Trans World Dome    | 12–2               |
| 16                | Chicago Bears          | V 34–12            | Trans World Dome    | 13–2               |
| 17                | At Philadelphia Eagles | S 31–38            | Veterans Stadium    | 13–3               |
| Playoff           |                        |                    |                     |                    |
| NFC Divisional    | Minnesota Vikings      | V 49–37            | Trans World Dome    | 14–3               |
| NFC Championship  | Tampa Bay Buccaneers   | V 11–6             | Trans World Dome    | 15–3               |
| Super Bowl XXXIV  | Tennessee Titans       | V 23–16            | Georgia Dome        | 16–3               |

Note

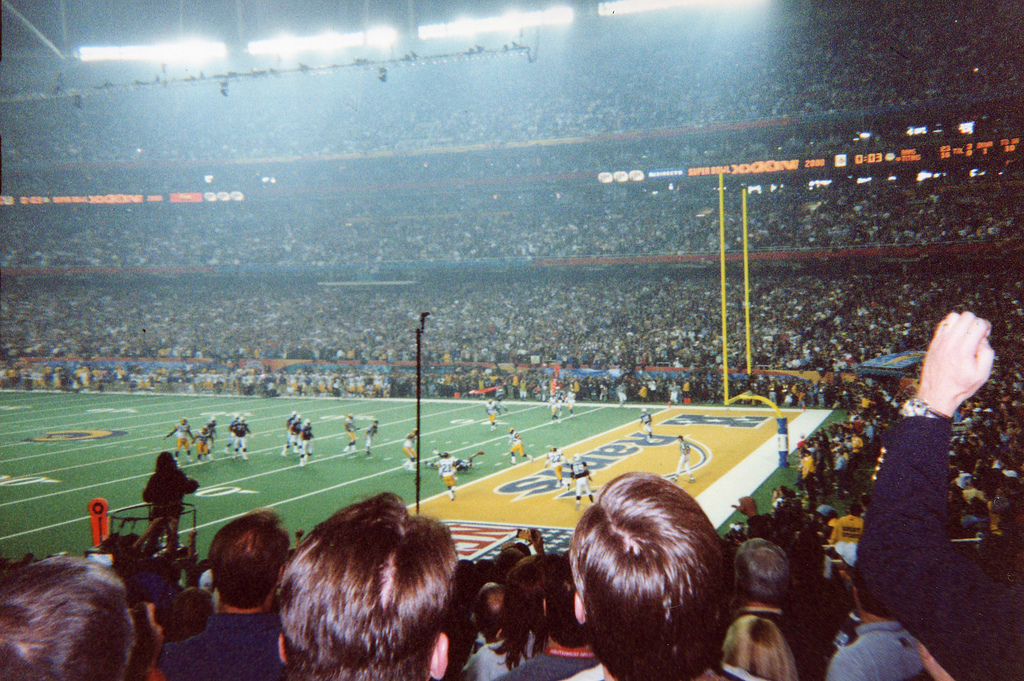
La giocata finale del Super Bowl XXXIV

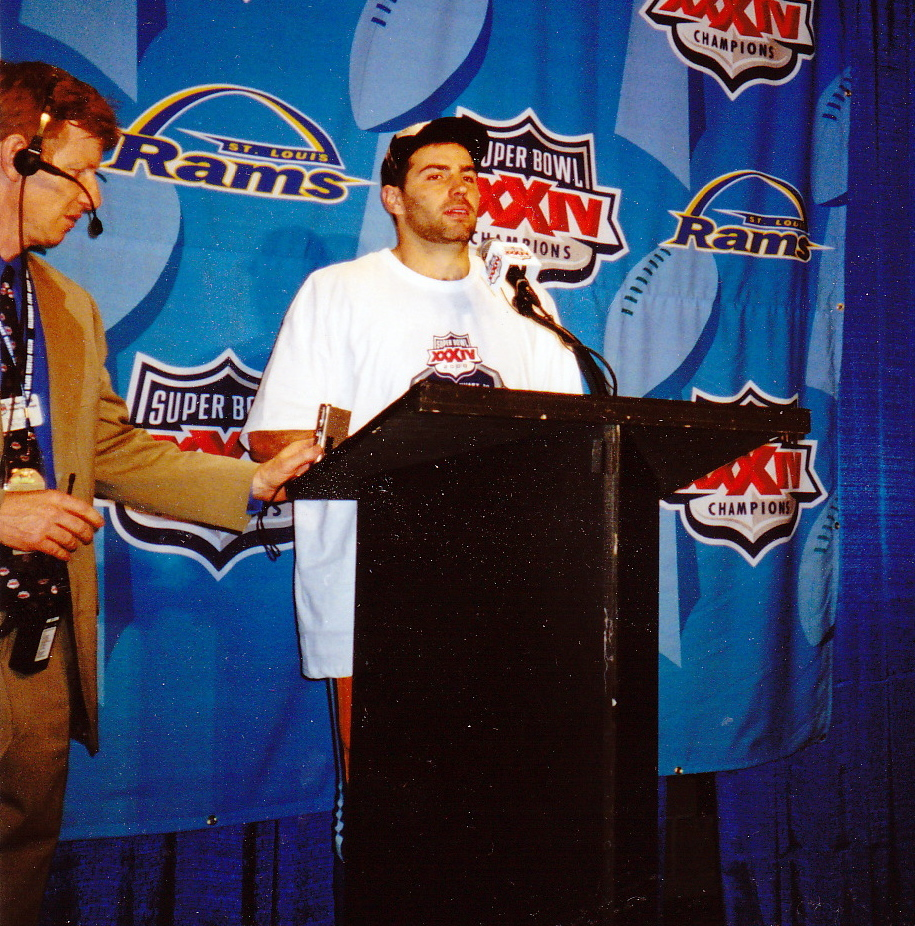
Kurt Warner nella conferenza stampa dopo la vittoria del Super Bowl

- Gli avversari della propria division sono in grassetto.

## Classifiche
| NFC West            | NFC West | NFC West | NFC West | NFC West | NFC West | NFC West | NFC West |
|                     | V        | S        | P        | %        | PF       | PS       | STR      |
| ------------------- | -------- | -------- | -------- | -------- | -------- | -------- | -------- |
| (1) St. Louis Rams  | 13       | 3        | 0        | .813     | 526      | 242      | S1       |
| Carolina Panthers   | 8        | 8        | 0        | .500     | 421      | 381      | V1       |
| Atlanta Falcons     | 5        | 11       | 0        | .313     | 285      | 380      | V2       |
| San Francisco 49ers | 4        | 12       | 0        | .250     | 295      | 453      | S3       |
| New Orleans Saints  | 3        | 13       | 0        | .188     | 260      | 434      | S1       |

## Premi e record
- Kurt Warner, Bert Bell Award[4]
- Kurt Warner, MVP della NFL
- Kurt Warner, MVP del Super Bowl
- Dick Vermeil, allenatore dell'anno
- Marshall Faulk, Daniel F. Reeves Memorial Award (MVP dei Rams)
- Marshall Faulk, Giocatore offensivo dell'anno
- Torry Holt, Rookie dell'anno dei Rams

| Passaggi          | Kurt Warner (109,2 rating) |
| Touchdown passati | Kurt Warner (41 TD)        |
| Rit. di kickoff   | Tony Horne (29,7 di media) |
| Sack              | Kevin Carter (17)          |